# ویلیام ال. آرمسترانگ
ویلیام ال. آرمسترانگ (به انگلیسی: William Lester "Bill" Armstrong) سناتور سابق عضو حزب جمهوری‌خواه ایالات متحده آمریکا بود. وی در سال ۱۹۷۹ تا ۱۹۹۱ میلادی سناتور ایالت کلرادو در سنای ایالات متحده آمریکا بود.